# Darío Conca

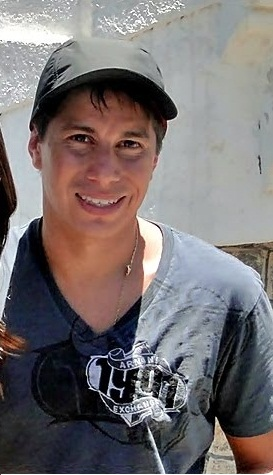
Darío Conca

Darío Leonardo Conca (General Pacheco, 11 mei 1983) is een Argentijns voormalig voetballer die als aanvallende middenvelder speelde.
Conca begon in de jeugd bij CA River Plate en debuteerde op vijftienjarige leeftijd bij CA Tigre op het tweede niveau. River Plate haalde hem in 2002 terug en hij speelde enkele wedstrijden maar hij brak niet door. Hij werd verhuurd aan Universidad Católica (2004-2006), Rosario Central (2006), en CR Vasco da Gama (2007) voor hij in 2008 door Fluminense gecontracteerd werd. Daar scoorde hij 17 doelpunten in 81 competitiewedstrijden en hij werd in 2011 door Guangzhou Evergrande FC uit China gecontracteerd.. In 2014 speelde hij wederom voor Fluminense. Van begin 2015 tot 2018 kwam hij uit voor Shanghai SIPG. In 2017 speelde hij op huurbasis voor CR Flamengo. In september 2018 werd hij gepresenteerd bij de nieuwe Amerikaanse club Austin Bold FC die in 2019 debuteert in de USL. Na drie gespeelde wedstrijden, verliet hij de club in april 2019. Hierna beëindigde hij zijn loopbaan.
In 2002 speelde hij negen wedstrijden voor Argentinië onder 20.

## Erelijst

### Clubs
- Primera División (Chili): 2005 Clausura
- Campeonato Brasileiro Série A: 2010
- Chinese Football Association Super League: 2011, 2012, 2013
- Chinese voetbalbeker: 2012
- Chinese Supercup: 2012
- AFC Champions League: 2013
- Campeonato Carioca: 2017

### Individueel
- Bola de Ouro: 2010
- Craque do Brasileirão: 2010
- Campeonato Brasileiro Série A team van het jaar: 2010
- Bola de Prata: 2010
- Chinees voetballer van het jaar: 2013